# コマンドルスキー諸島

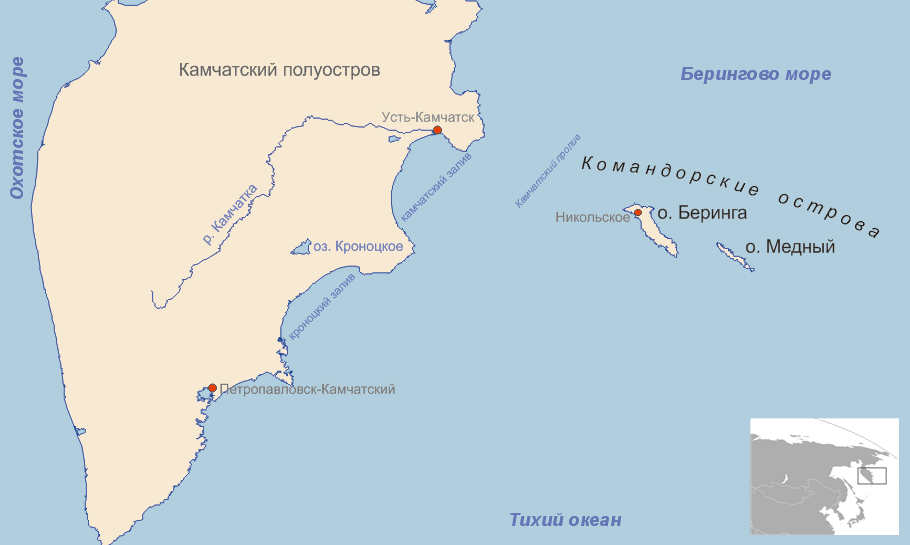
西側（左）はカムチャツカ半島、東側（右）の2つの島がコマンドルスキー諸島。

コマンドルスキー諸島（コマンドル諸島、ロシア語: Командорские острова, ラテン文字転写: Komandorskiye ostrova、英語: Commander Islands, Komandorski Islands, Komandorskie Islands）は、ロシア連邦極東連邦管区に位置するカムチャツカ半島の東175km (109mi)に位置する諸島である。人口は少なく、木々も生えていない荒涼とした風景が広がっている。全域がロシア連邦・極東連邦管区・カムチャツカ地方・アレウト地区に属する。アリューシャン列島の西の端に位置する諸島であり、同列島中で唯一のロシア領、そして唯一アメリカ合衆国領外の諸島である。
コマンドルスキー諸島は、ベーリング島 (ロシア語: Остров Беринга, ラテン文字転写: Ostrov Beringa、95km (59mi)×15km (9.3mi))、メードヌイ島 (ロシア語: Остров Медный, ラテン文字転写: Ostrov Mednyy、55km (34mi)×5km (3.1mi))の主要2島と、15の更に小さい島々（小島と岩礁）から成る。その内、最も大きなものは面積15ha (37ac)のトポルコフ島（ロシア語: Остров Топорков, ラテン文字転写: Ostrov Toporkov、ロシア語: Камень Топорков, ラテン文字転写: Kamen Toporkov、英語: Tufted Puffin Rock）及びアリー岩礁（ロシア語: Камень Арий, ラテン文字転写: Kamen Ariy）である。この2島は諸島唯一の村落であるニコルスコエの西、3km (1.9mi)から13km (8.1mi)の間に位置している。

## 島
主要な島
- ベーリング島 (ロシア語: Остров Беринга, ラテン文字転写: Ostrov Beringa、英語: Bering Island)
- メードヌイ島 (ロシア語: Остров Медный, ラテン文字転写: Ostrov Mednyy、英語: Copper Island)

小島
- ベーリング島周辺
  - トポルコフ島（ロシア語版） (ロシア語: Остров Топорков, ラテン文字転写: Ostrov Toporkov)
  - アリー岩礁（ロシア語版） (ロシア語: Камень Арий, ラテン文字転写: Kamen Ariy)
  - アレウト岩礁 (ロシア語: Камень Алеут, ラテン文字転写: Kamen Aleut)
  - ナドヴォドニー岩礁（エメルヤノフスキー岩礁） (ロシア語: Камень Надводный, ラテン文字転写: Kamen Nadvodnyy)(ロシア語: Камень Емельяновский, ラテン文字転写: Kamen Emel'yanovskiy)
  - ポロヴィンチャティー岩礁（ポロヴィンカ岩礁） (ロシア語: Камень Половинчатый, ラテン文字転写: Kamen Polovinchatyy)(ロシア語: Камень Половинка, ラテン文字転写: Kamen Polovinka)
  - シヴチー岩礁 (ロシア語: Камень Сивучий, ラテン文字転写: Kamen Sivuchiy)
- メードヌイ島周辺
  - バブロヴイェ岩礁（ロシア語版） (ロシア語: Камни Бобровые, ラテン文字転写: Kamni Bobrovye)
  - ヴァクスムタ岩礁 (ロシア語: Камень Ваксмута, ラテン文字転写: Kamen Vaksmuta)
  - ケクル・コラベルニー・ストルブ (ロシア語: Кекур Корабельный Столб, ラテン文字転写: Kekur Korabel'nyy Stolb)
  - シヴチー岩礁（ロシア語版） (ロシア語: Камень Сивучий, ラテン文字転写: Kamen Sivuchiy)
  - 東シヴチー岩礁（ロシア語版） (ロシア語: Сивучий Камень Восточный, ラテン文字転写: Sivuchiy Kamen Vostochiyy)

この他に、無名の岩礁が複数存在している。

## 地勢

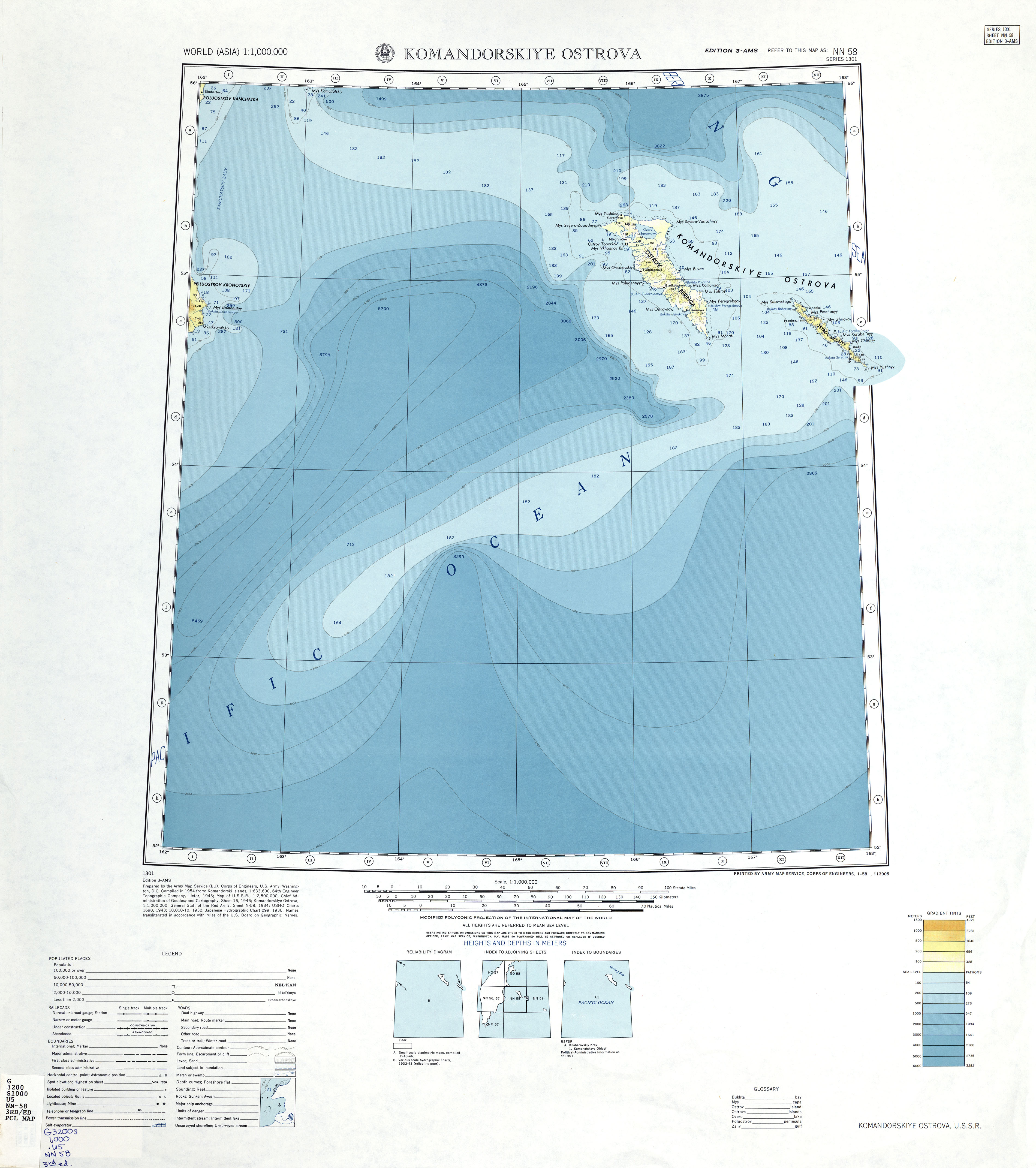
コマンドルスキー諸島の詳細地図

コマンドルスキー諸島は、大部分がアメリカ合衆国アラスカ州に属するアリューシャン列島の西端に位置する諸島である。アメリカ合衆国領の同列島ニア諸島に属するアッツ島が最も近い島である。アッツ島との距離は約333km (207mi)である。また、コマンドルスキー諸島とアッツ島との間を日付変更線が通っている。諸島は、褶曲した山々、溶岩台地、段々になった平地、標高の低い山々など、幾分異なった特徴を併せ持っている。この地質的起源は、太平洋プレートと北アメリカプレートの縁に太古に存在した火山にある。諸島内の最高地点はベーリング島にあるシュテラー山 (英語: Steller Peak)であり、標高755m (2,477 ft)である。メードヌイ島最高峰は、ステインゲラ山 (ロシア語: Гора Стейнгера, ラテン文字転写: Gora Steyngera、英語: Stenjerger's Peak)であり、標高は647m (2,123ft)。
気候は比較的穏やかな海洋性気候である。定期的に繰り返される降雨・降雪が非常に多く、1年のうち220日から240日は降雨・降雪を記録する。冷涼な夏の間は、悪名が知れ渡るほどの霧に覆われる。

## 人口

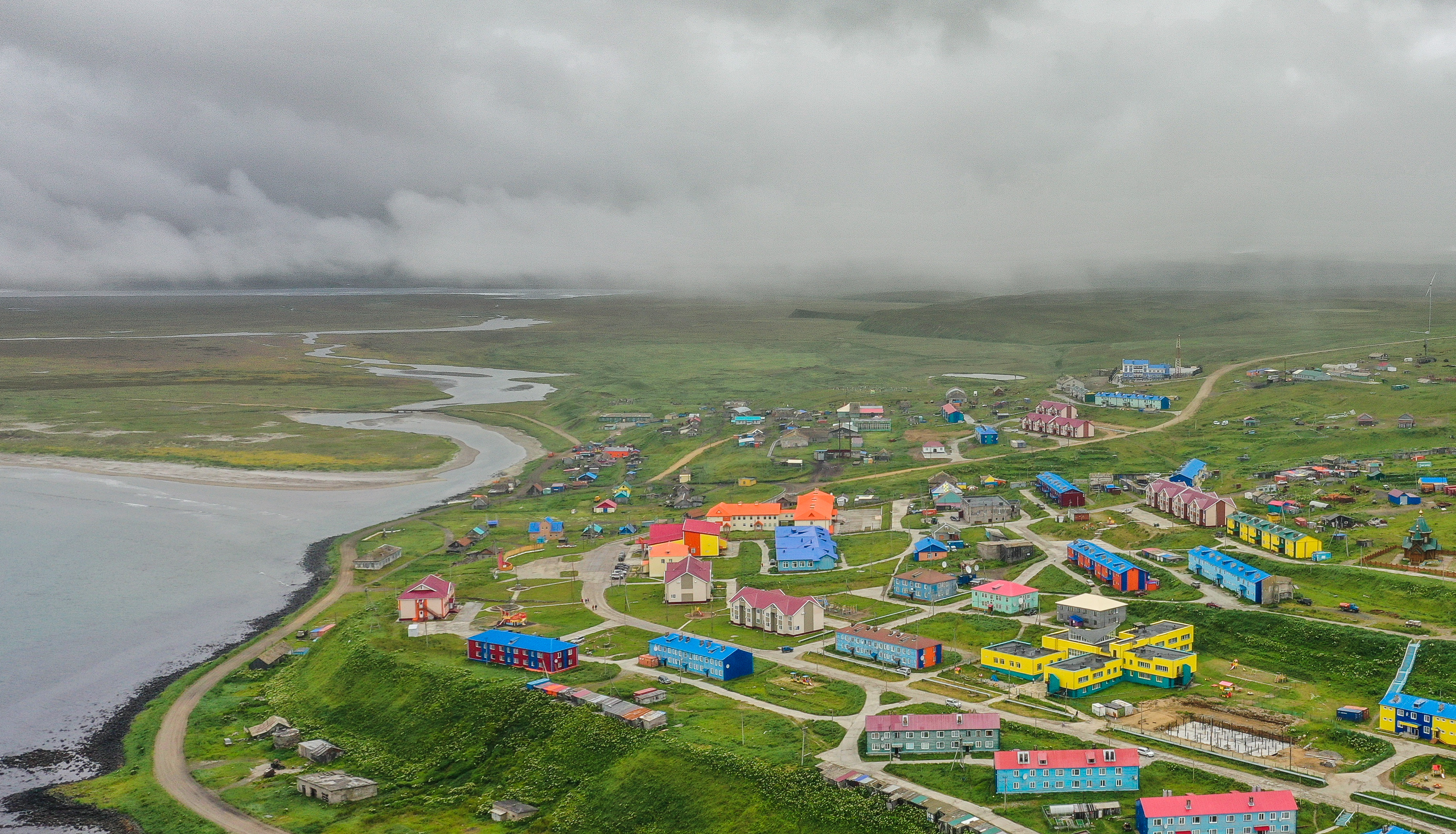
諸島内唯一の村落・ニコルスコエ

永住者が集住しているのはベーリング島北西の村ニコルスコエだけであり、2017年現在の人口は688人である。人口はほぼ完全にロシア人とアレウト人から成る。そして、諸島部の大部分および海洋に面した多くは自然が残り、総面積36,488km2のコマンドルスキー国立公園（Komandorsky Zapovednik）が占めている。経済は、主として漁業、キノコ採集、国立公園の管理、エコツーリズム、および政府機関に基づいている。村には、学校、人工衛星基地、南に未舗装の滑走路（ニコルスコエ空港）がある。
コマンドルスキー諸島には、ニコルスコエ以外にも以下の小集落、もしくは人家の存在する（していた）箇所がある。ただし、前述のようにニコルスコエ以外のこれらの場所にヒトは定住していない。
ベーリング島
以下の集落の内、セヴェルノエ以外は、太平洋側に存在する。
- セヴェルノエ (ロシア語: Северное, ラテン文字転写: Severnoye)

ベーリング島最北端のユシナ岬にあった。ベーリング島にあった集落の内、唯一ベーリング海側に存在した。
- ポドゥテスナヤ (ロシア語: Подутесная, ラテン文字転写: Podutesnaya)

ベーリング島中西部、オレホフスキー岬とポルデニー岬の間にあった。
- グラドコヴスカヤ (ロシア語: Гладковская, ラテン文字転写: Gladkovskaya)

ベーリング島中南西部、グラドコヴスカヤ湾奥にあった。
- リセンノヴァ (ロシア語: Лисеннова, ラテン文字転写: Lisennova)

ベーリング島南部、リシンスカヤ湾奥にあった。
メードヌイ島
以下の集落は全てベーリング海側に存在したが、2017年現在、すべて無人化している。
- ペスチャンカ (ロシア語: Песчанка, ラテン文字転写: Peschanka)

メードヌイ島北部にあった。
- プレオブラジェンスコエ (ロシア語: Преображенское, ラテン文字転写: Preobrazhenskoye)

メードヌイ島のペスチャナヤ湾傍に存在した集落。同島最大の集落であったが、1960年代に人口減少が原因で廃村となった。
- グリンカ (ロシア語: Глинка, ラテン文字転写: Glinka)

メードヌイ島南部にあった。

## 自然史

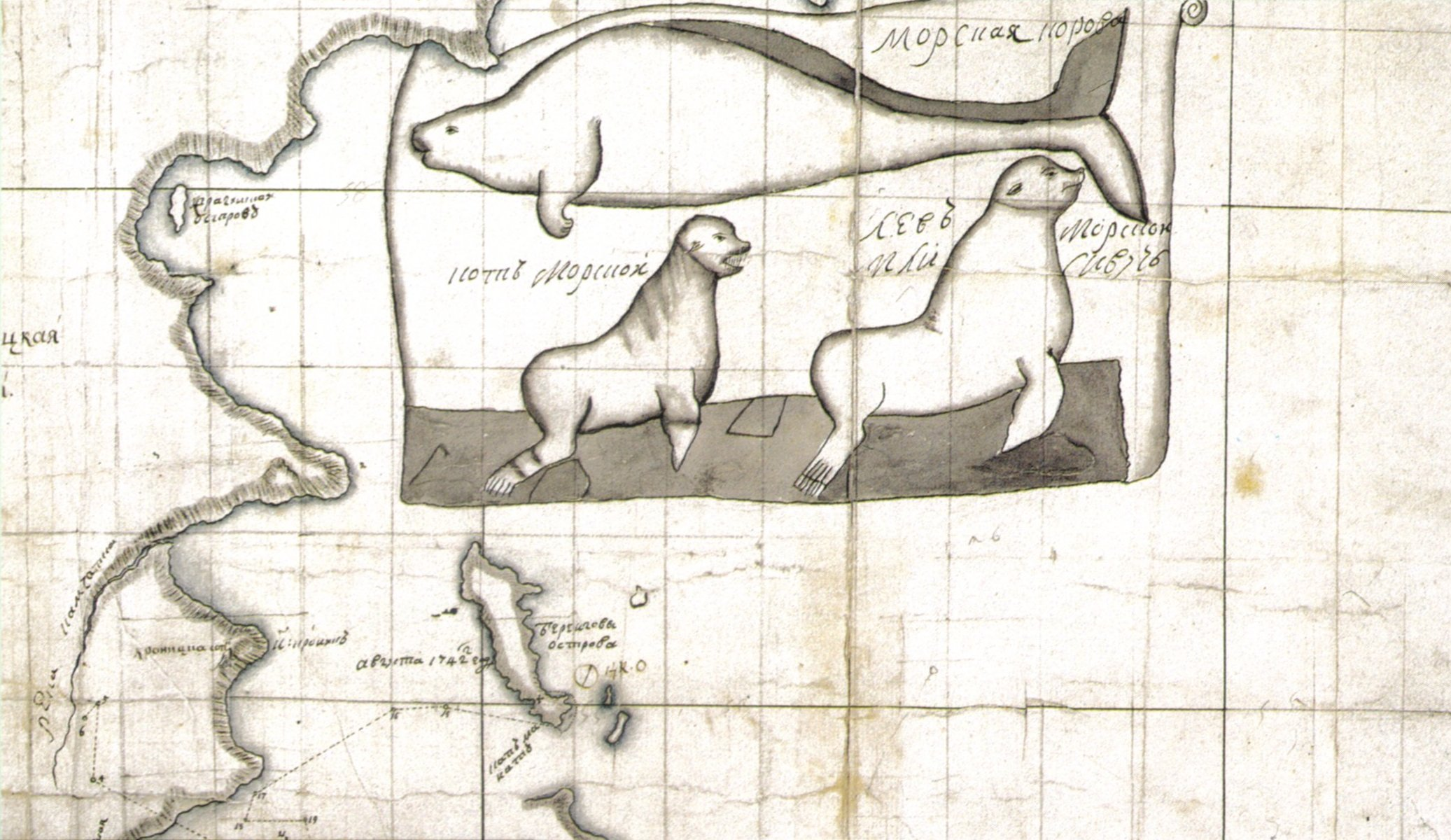
コマンドルスキー諸島の最初期の地図。ベーリングの探検に同行したS・キトロフ (С. Хитров)によってカムチャツカ半島東側と共に書かれた。地図には、併せてステラーカイギュウとキタオットセイ、トドが描かれている。

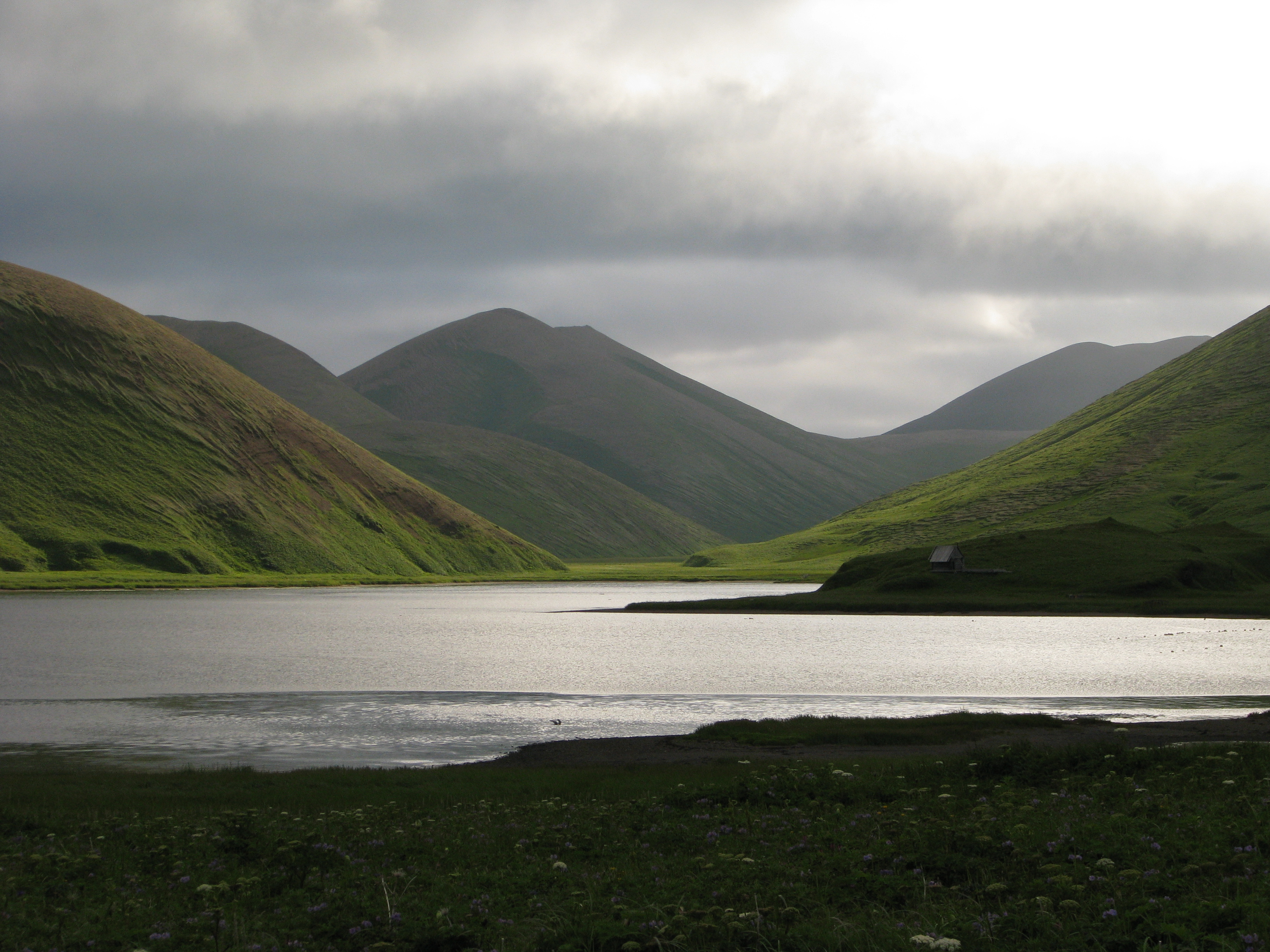
メードヌイ島

コマンドルスキー諸島の位置する場所により、アジア由来の生物とアメリカ由来の生物が混在している。ベーリング海の浅瀬や太平洋の隆起による多様性、そして人為的影響から隔絶されていたことに起因して、コマンドルスキー諸島は多種多様な海洋哺乳類、比較的少数の陸生生物によって特徴づけられていた。特に、多数のキタオットセイ（約200,000頭）とトド（約5,000頭）が夏をコマンドルスキー諸島で過ごす。ここでは、繁殖が行われることもあるが、繁殖とは関係ない場合もある。ラッコとゼニガタアザラシ、ゴマフアザラシも多数生息している。特筆すべきこととして、殆どのアリューシャン列島でラッコは頭数を減らしているにもかかわらず、コマンドルスキー諸島においては頭数は横ばいから微増している。
諸島を取り巻く海は、重要な食物を提供しており、絶滅の危機に晒されている種を含む多種の鯨が越冬のために移動してくる。これらの鯨の種類としては、マッコウクジラ、シャチ、数種類のアカボウクジラ科及びネズミイルカ科の鯨、ザトウクジラそして絶滅の危機に瀕している種、例えばセミクジラ、ナガスクジラが挙げられる。
海生生物と比較すると遥かに少数種の陸生動物相には、明確にこの地方特有のホッキョクギツネの2つの亜種 (Alopex lagopus semenovi, A. l. beringensis)が含まれる。現在、比較的健全な状態であるが、過去には毛皮として取引されるためにこれらの狐の頭数は明確に減少していた。トナカイ、ミンク、そしてラットを含む他の陸生生物の殆どは、人為的に諸島に移入されたものである。
100万羽を超える多種の海鳥が、ほぼ全ての沿岸の崖に膨大な数のコロニーを作っている。コマンドルスキー諸島で特によく見られる海鳥としては、フルマカモメやウミガラス、ハシブトウミガラス、ウミバト、ツノメドリ、エトピリカ、鵜科、カモメ科、ミツユビカモメ属が挙げられる。特にミツユビカモメ属の鳥には、特にこの地域固有のアカアシミツユビカモメが含まれる。この鳥は、コマンドルスキー諸島を含む周辺地域のみで繁殖が確認されている種である。カモ目とシギ科の海鳥も、ベーリング島の河の流域や湖沼の傍に多数生息している。一方で、メードヌイ島においてはほとんど生息していない。コマンドルスキー諸島で営巣、繁殖をする特徴を持つ渡り鳥としては、コケワタガモ、ムナグロ、コシジロアジサシといった種類が挙げられる。猛禽類については、貴重なオオワシ、シロハヤブサがみられる。全て纏めると、コマンドルスキー諸島においては180種を超える種類の鳥類がこれまでに確認されている。

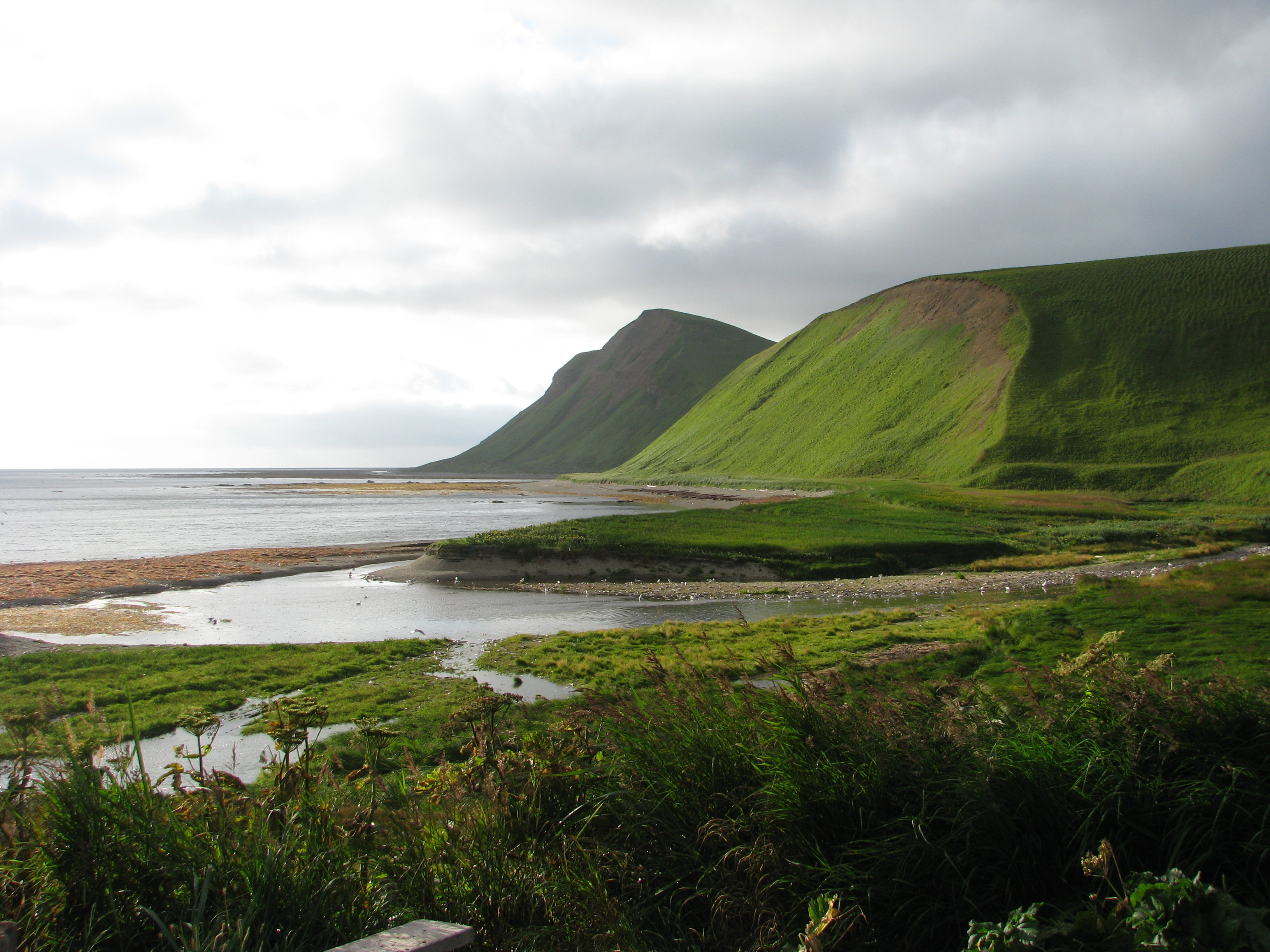
ベーリング島

魚類の生物相については、非常に豊富である。特に速度の速い魚群は、回遊性のサケ類を主に構成されており、その中にはホッキョクイワナ、オショロコマ、ウエストスロープカットスロートトラウト、マスノスケ、ベニザケ、ギンザケ、カラフトマスが含まれている。
ベーリング島はかつてステラーカイギュウの生息地としてのみ知られる土地であった。ステラーカイギュウは、マナティーに似た巨大なジュゴン目の海生哺乳類である。体重は最大で4,000kgを超える程であった。ステラーカイギュウは、1741年に発見されてから、乱獲によってわずか27年の間に絶滅に追い込まれた。ウ科に属し、巨大で闘うという本能を持たなかったメガネウもステラーカイギュウと同じ運命を辿ることになり、1850年代には絶滅へと追い込まれた。
コマンドルスキー諸島において、真に森林と呼べるものは存在せず、ツンドラ、草原と湿地がメインである。植物相としては、地衣類、蘚類、そして背の低い草本、矮樹と共に生育する湿地性の植物群落が優占している。加えて、非常に背の高いセリ科の植物も一般的にみられる。
その一方で、両生類や爬虫類はコマンドルスキー諸島には生息していない。
コマンドルスキー諸島は2002年にユネスコの生物圏保護区に指定された。

## 歴史

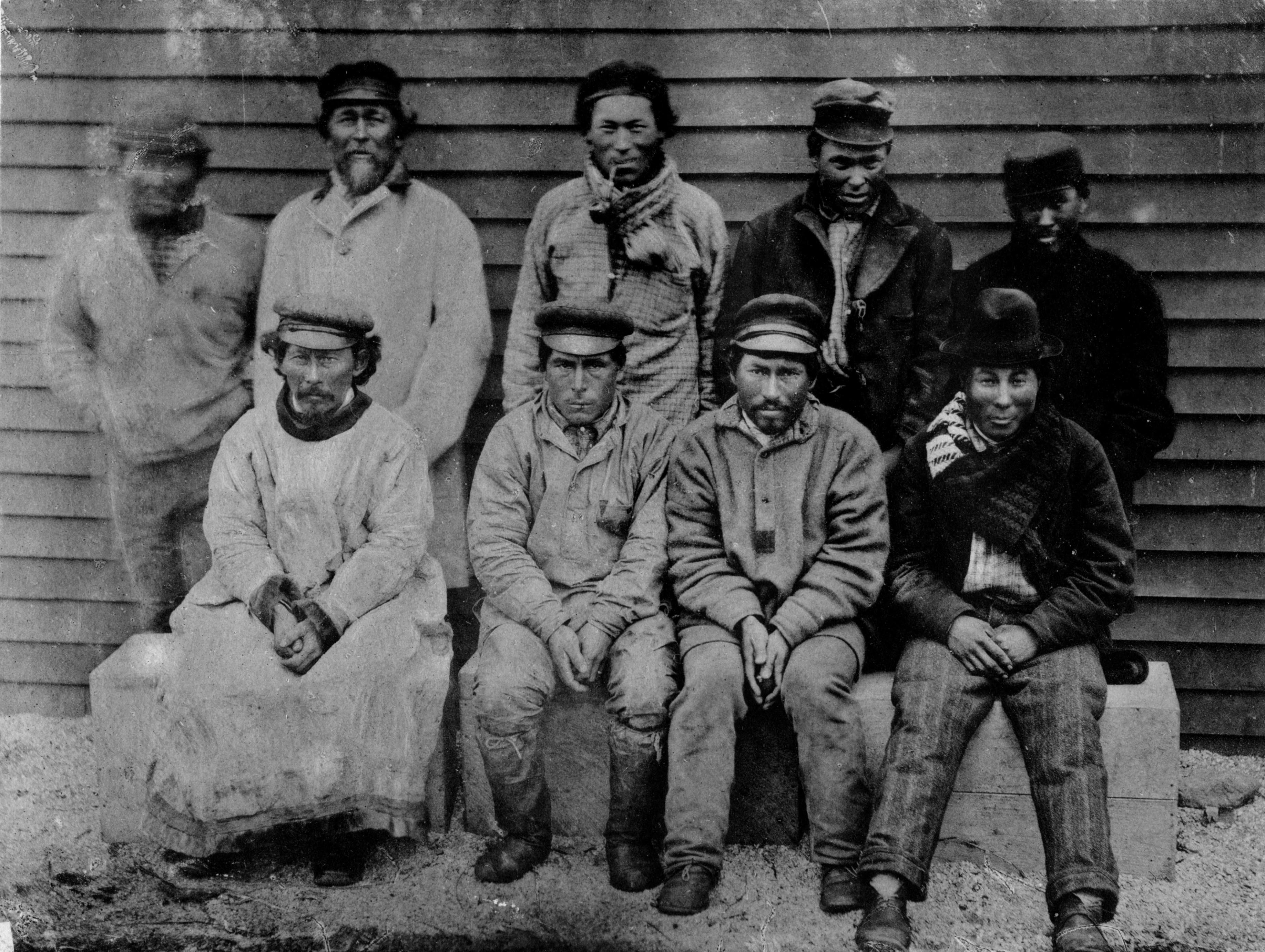
ベーリング島のアレウト族の猟師を撮影した写真（1884年から1886年の間に撮影）

コマンドルスキー諸島の名前は、本諸島を発見したヴィトゥス・ベーリングの「司令官」（ロシア語: командир）から採られた。ベーリングは、1741年のアラスカ探検（Great Northern Expedition）からの帰路の途中、聖ピョートル号乗船中にベーリング島を発見している。ベーリング島の島名もヴィトゥス・ベーリングから採られている。ベーリングは、ベーリング島に上陸した後、多くの乗組員と共に同島で没している。現在、ベーリングの墓には控えめなモニュメントが建立されている。ベーリングの率いた船団に属する船員の内、およそ半数が冬を生き延びることに成功した。これは、新発見されたステラーカイギュウを含む豊富な野生生物と、博物学者であり内科医でもあったゲオルク・シュテラーの貢献も大きいものがあった。シュテラーは、壊血病に苦しむ船員に強制的に海藻を食べさせることで、多くの命を救ったのである。そして遂には、聖ピョートル号の残骸から小さなボートを作り上げ、カムチャツカ半島へと帰還を果たしたのである。その際一行は、高価なラッコの毛皮を持ち帰ってきた。このラッコの発見は、「プロミシュリェンニキ（ロシア語: Промышленникй, ラテン文字転写: Promyshlenniky）」と呼ばれる毛皮乱獲に火を点けることになり、加えてロシアのアラスカ進出のきっかけともなった。ベーリング島周辺の海藻の寝床しか生息する場所のなかったステラーカイギュウは1768年に狩り尽くされ、絶滅した。

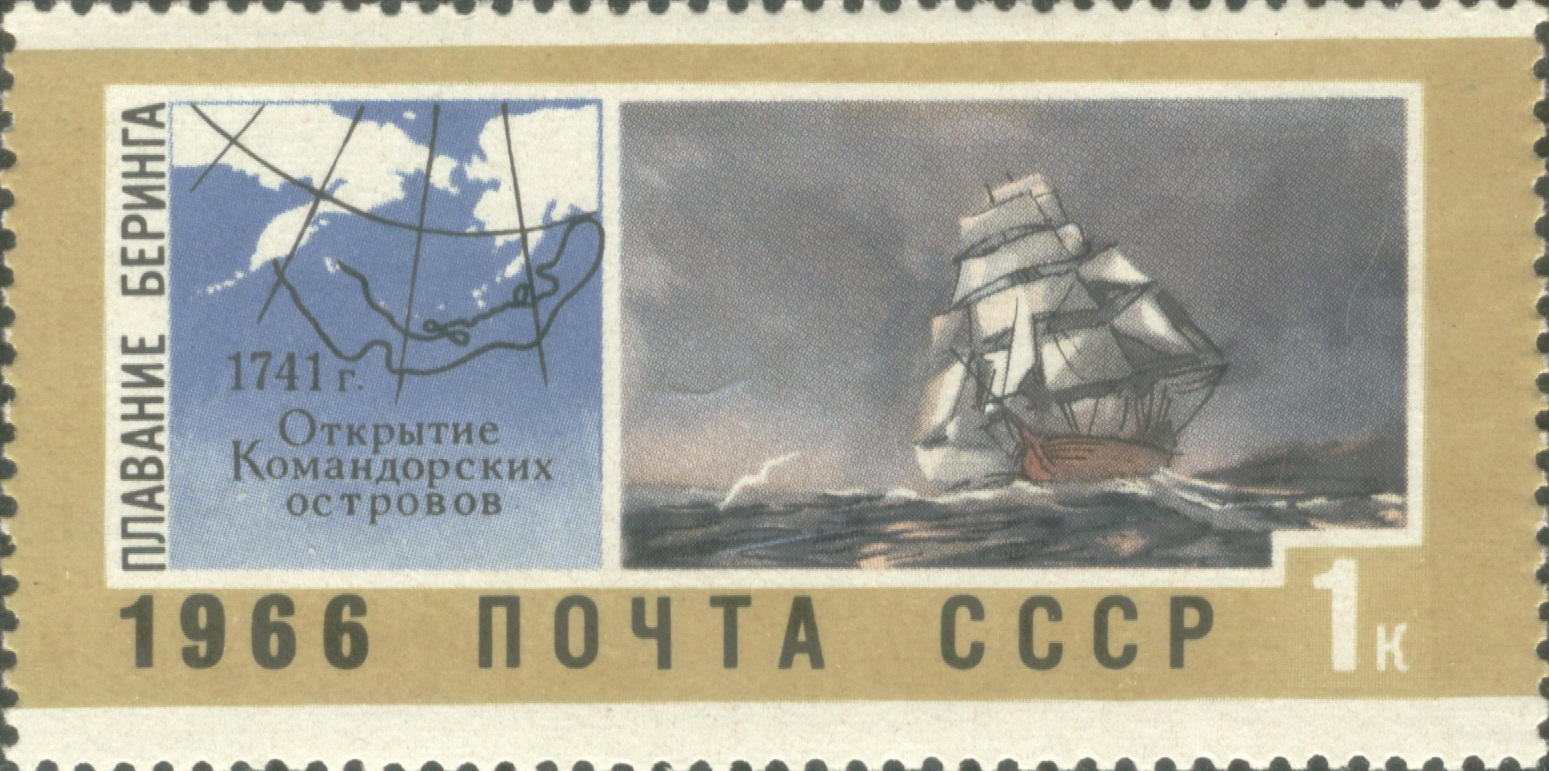
1966年にソヴィエト連邦で発行された切手。ヴィトゥス・ベーリングによる2回目の探検とコマンドルスキー諸島発見が描かれている

アレウト族（ウナンガン）の人々がコマンドルスキー諸島に移住してきたのは1825年初頭のことである。これは、露米会社がアザラシ猟の対価として与えられたものであり、アリューシャン列島の別の島から移住してきたのである。殆どのアレウト人達はアンドリアノフ諸島アトカ島からベーリング島へと移住し、少数ながらもニア諸島・アッツ島からメードヌイ島へと移住した人々もあった。なお、アトカ島もアッツ島も現在はアメリカ合衆国領である。この移住してきたアレウト族の人々の間で話されているメードヌイ・アレウト語と呼ばれる混合言語は、アレウト語をルーツとしつつ、ロシア語の動詞の影響を受けたものである。この言語は、名前の通りメードヌイ島に居住していたアレウト族の人々の間で話されていた言語であり、現在、話者はすべてベーリング島へ移住している。今日では、コマンドルスキー諸島に居住する人々の内、3分の2がロシア人、3分の1がアレウト人である。

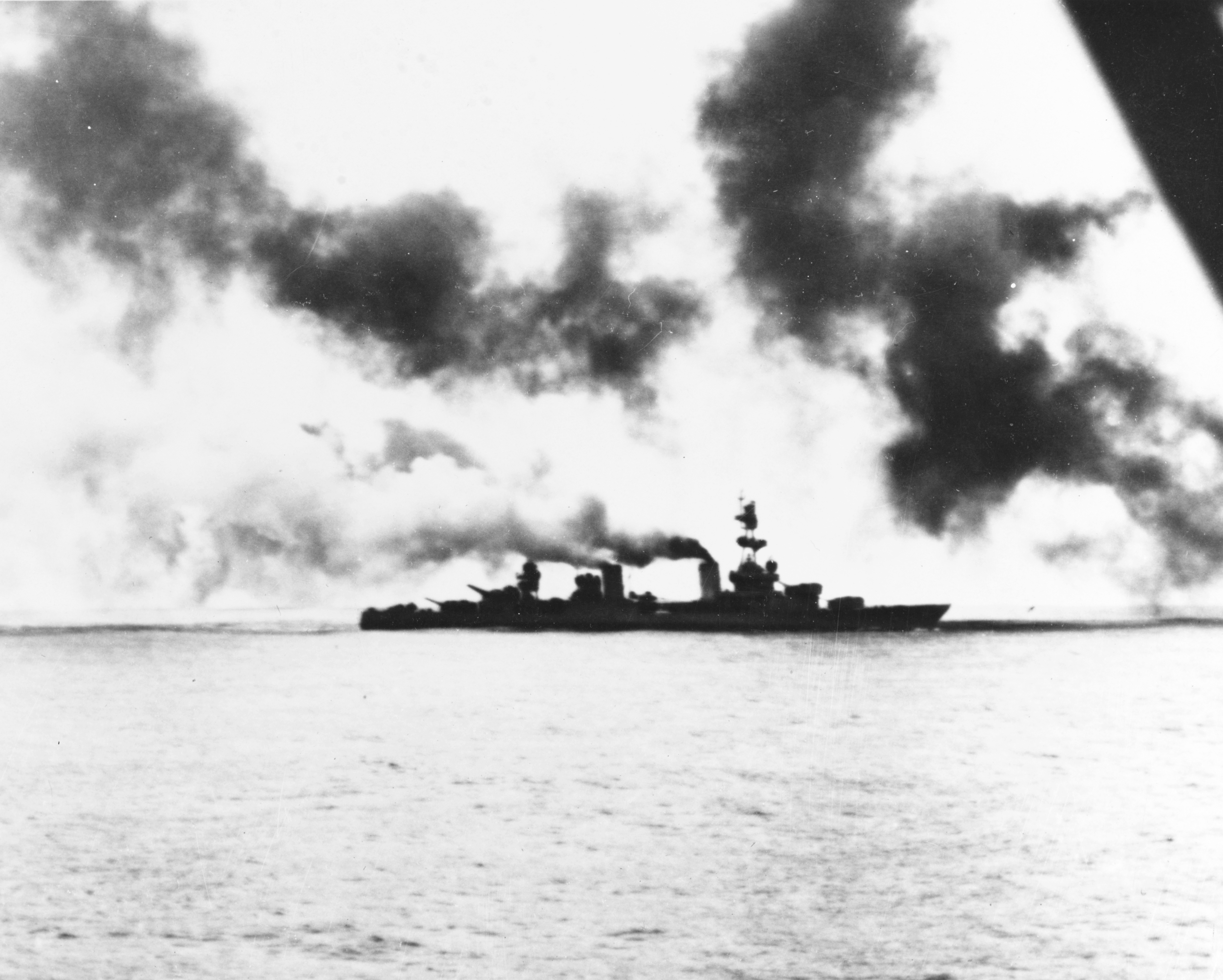
1943年アッツ島沖で日本の軍艦から砲撃を受け、航行困難に陥ったアメリカの軍艦 ソルトレイクシティ (重巡洋艦)

1943年には、第二次世界大戦の戦闘の一つ、大日本帝国海軍とアメリカ海軍との海戦であるアッツ島沖海戦（コマンドルスキー諸島海戦）が、コマンドルスキー諸島の南160km (99mi)の公海上で勃発した。